# Stimmloser retroflexer Frikativ
Der stimmlose retroflexe Frikativ ist ein stimmloser, mit zurückgebogener Zunge gebildeter Reibelaut. Die Aussprache des Konsonanten ähnelt einem sch mit hinter den Zahndamm gelegter Zunge. Er hat in verschiedenen Sprachen folgende lautliche und orthographische Realisierungen:
- Chinesisch: 山 shān (Berg) [ʂa˥n]
- Paschtu: ښار (Stadt) [ʂɑr]
- Polnisch: szum (Geräusch) [ʂ̻um]
- Schwedisch: först (zuerst) [fœʂt] (als Verbindung aus /r/ und /s/)
- Slowakisch: šatka (Tuch) [ʂatka]
- Ukrainisch: шахи/šachy (Schach) [ˈʂɑxɪ]

| Pulmonale Konsonanten gemäß IPA (2005) | bilabial | bilabial | labio- dental | labio- dental | dental | dental | alveolar | alveolar | post- alveolar | post- alveolar | retroflex | retroflex | palatal | palatal | velar | velar | uvular | uvular | pha- ryngal | pha- ryngal | glottal | glottal |
| --- | -------- | -------- | ------------- | ------------- | ------ | ------ | -------- | -------- | -------------- | -------------- | --------- | --------- | ------- | ------- | ----- | ----- | ------ | ------ | ----------- | ----------- | ------- | ------- |
| Pulmonale Konsonanten gemäß IPA (2005) | stl.     | sth.     | stl.          | sth.          | stl.   | sth.   | stl.     | sth.     | stl.           | sth.           | stl.      | sth.      | stl.    | sth.    | stl.  | sth.  | stl.   | sth.   | stl.        | sth.        | stl.    | sth.    |
| Plosive | p        | b        |               |               |        |        | t        | d        |                |                | ʈ         | ɖ         | c       | ɟ       | k     | ɡ     | q      | ɢ      |             |             | ʔ       |         |
| Nasale |          | m        |               | ɱ             |        |        |          | n        |                |                |           | ɳ         |         | ɲ       |       | ŋ     |        | ɴ      |             |             |         |         |
| Vibranten |          | ʙ        |               |               |        |        |          | r        |                |                |           |           |         |         |       |       |        | ʀ      |             |             |         |         |
| Taps/Flaps |          |          |               | ⱱ             |        |        |          | ɾ        |                |                |           | ɽ         |         |         |       |       |        |        |             |             |         |         |
| Frikative | ɸ        | β        | f             | v             | θ      | ð      | s        | z        | ʃ              | ʒ              | ʂ         | ʐ         | ç       | ʝ       | x     | ɣ     | χ      | ʁ      | ħ           | ʕ           | h       | ɦ       |
| laterale Frikative |          |          |               |               |        |        | ɬ        | ɮ        |                |                |           |           |         |         |       |       |        |        |             |             |         |         |
| Approximanten |          |          |               | ʋ             |        |        |          | ɹ        |                |                |           | ɻ         |         | j       |       | w¹    |        |        |             |             |         |         |
| laterale Approximanten |          |          |               |               |        |        |          | l        |                |                |           | ɭ         |         | ʎ       |       | ʟ     |        |        |             |             |         |         |
| ¹Als stimmhafter velarer Approximant (Halbvokal) wurde hier die labialisierte Variante [w] eingefügt, anstatt der nicht labialisierten Variante [ɰ]. |          |          |               |               |        |        |          |          |                |                |           |           |         |         |       |       |        |        |             |             |         |         |